# Вторая Безымянная башня
Втора́я Безымя́нная ба́шня — башня южной стены Московского Кремля, проходящей вдоль Москвы-реки. Была возведена в 1480-х годах, несколько раз разрушалась и вновь восстанавливалась. Является одной из самых низких кремлёвских башен — её высота составляет 30,2 метра. Находится восточнее Первой Безымянной башни.

## Происхождение названия
Названия кремлёвских башен несколько раз менялись в зависимости от функций и окружающей застройки. Башни, именуемые Безымянными, располагались на краю подола — низовой части Кремля — и поэтому не получили характерных названий.

## История

### Строительство
Письменные источники фиксируют данные о проездных и угловых кремлёвских башнях, но точные даты строительства промежуточных глухих сооружений не известны. В летописях обыкновенно записывались особо важные события истории Москвы, а некоторые документы могли быть и вовсе утрачены во время пожаров и других бедствий. Исследователи предполагают, что Вторая Безымянная башня была возведена одновременно с другими укреплениями южной стены в 1480-х годах. Предположительно, архитектором башни был итальянский архитектор Антонио Фрязин, приглашённый в Москву Иваном III и построивший все укрепления москворецкой стены. Материалом для новых кремлёвских укреплений служил кирпич с забутовкой из булыжника и белого камня на известковом растворе. Башня незначительно выступает за пределы крепостной стены.
Изначально башня выполняла только фортификационные функции. В её основании лежал приземистый четверик, а завершением служила деревянная скатная крыша. Известно, что во время пожара 1493 года на стенах вновь построенного кирпичного Кремля «градная кровля вся обгорела». Более подробной информации об устройстве кровель кремлёвских сооружений летописные источники не содержат. Однако учёные считают, что они были сооружены сразу после окончания кладки, чтобы не подвергать деревянные мосты и перекрытия пагубному воздействию атмосферных осадков. Башня также имела проездные ворота, однако неизвестно, были ли они проложены при строительстве или позднее.
Некоторые историки предполагают, что в Средние века все кремлёвские башни соединялись внутристенными ходами и через Вторую Безымянную башню также мог проходить такой сквозной путь. Доказательством этому служит Годуновский план Москвы, где бойницы внутристенных ходов заметны на протяжении всей кремлёвской стены. Другие исследователи считают, что старинная башня не имела ни проезда, ни внутренних ходов. Нет достоверных источников, подтверждающих существование тайников Второй Безымянной башни. Если они и были проложены, то могли пострадать во время пожара 1547 года, когда в соседней Первой Безымянной башне взорвались пороховые склады.

### Изменения в XVII веке

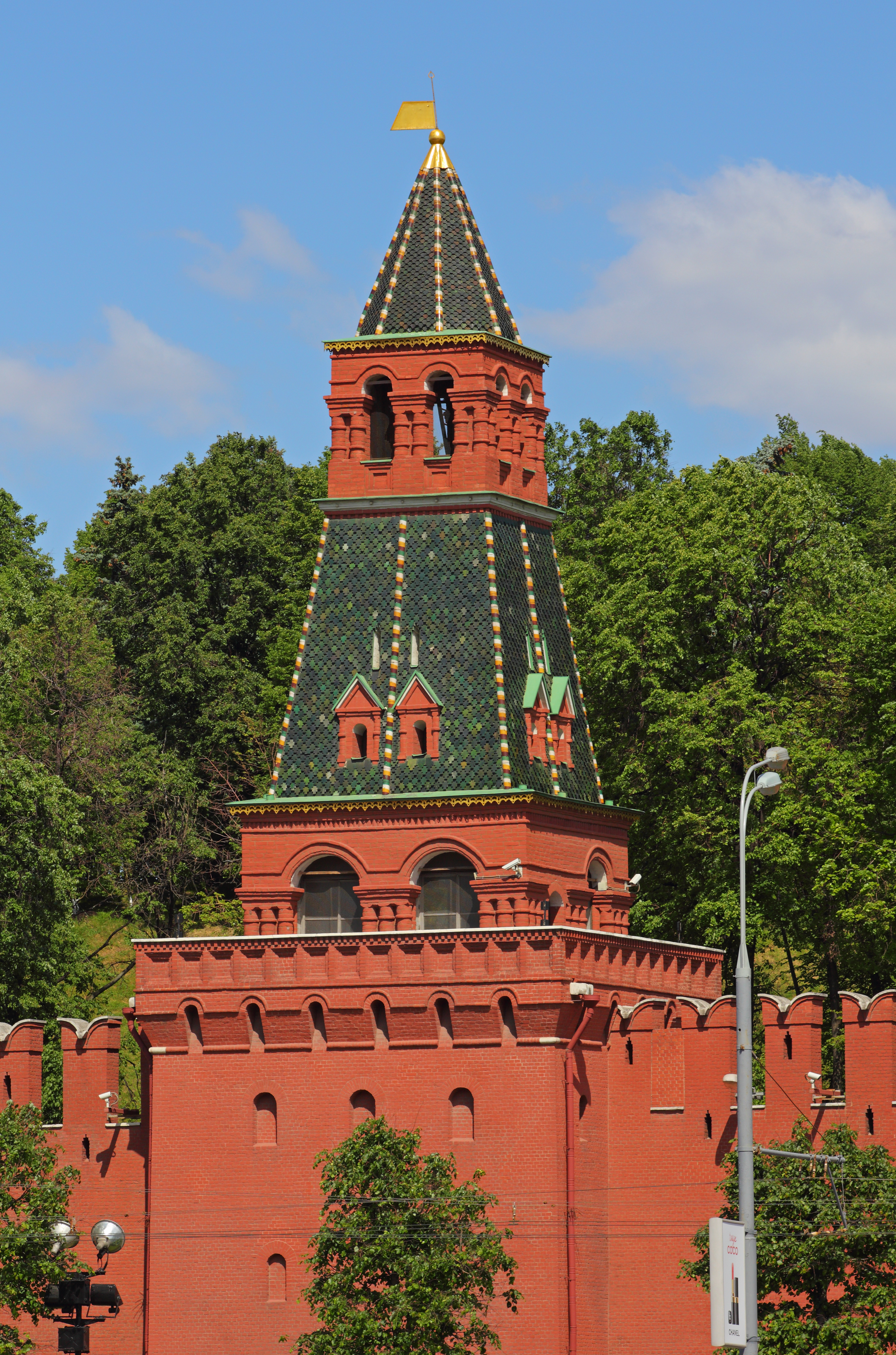
Вторая Безымянная башня, 2012 год

К середине XVII века башня сильно обветшала. О состоянии кремлёвских построек свидетельствует опись ветхостей 1646 года:

[у ворот Второй Безымянной башни] каменный всход выломан весь, всходить на город нельзя. От тех же ворот к Глухой [1-я Безымянной] башне среди прясла решетка деревянная испорчена и у той решетки сторожа нет, а живёт у той решетки дьяк.
Несмотря на то, что в 1658 году башню отремонтировали, к 1667-му она вновь требовала реновации. В описи за этот год сказано:

В неё всход в дверях разселся и кирпичье висят. В ней в двух местах свод средний провалился, кирпичей по двадцати, а в третьем месте свод разселся ж и в двух местах стены промеж сводов разселися. Из неё выход над дверьми сверху свод разселся по зубцы и кирпича три выпало, а кровля на ней есть.
В 1660—1680-х годах Вторая Безымянная наряду с другими кремлёвскими башнями была модернизирована. До XVII века завершением стрельницы служил низкий деревянный шатёр с флюгером, несколько раз горевший во время пожаров. При перестройке его заменили на кирпичный парапет с ширинками, типичный для современного облика всех кремлёвских башен. Во время модернизации основной четверик башни был надстроен сквозным четвериком с четырёхгранным шатром и дозорной вышкой, увенчанной восьмигранным шатриком с флюгером. Проделанные в начале столетия машикули в 1680-х годах были заложены изнутри и стали выполнять лишь декоративную функцию.
Как промежуточная приречная башня, Вторая Безымянная получила низкое завершение, которое не мешало обзору ансамбля Кремля с южной стороны. Верхняя часть башни имеет сходство с соседними москворецкими стрельницами — Первой Безымянной, Тайницкой и Благовещенской. В нижней части Второй Безымянной башни некоторое время размещалась кузница и были устроены проездные ворота. Всхода с земли башня не имела. Бау-адъютант Большого Кремлёвского дворца Михаил Фабрициус при описании башен южной кремлёвской стены отмечал их сходство с деревянным шатровым зодчеством: «Шатрообразное покрытие, окна, расположенные в разбивку, эти выступы с обходом вокруг верхушек — разве это не есть формы, присущие сооружению из дерева?»

### Изменения в XVIII веке

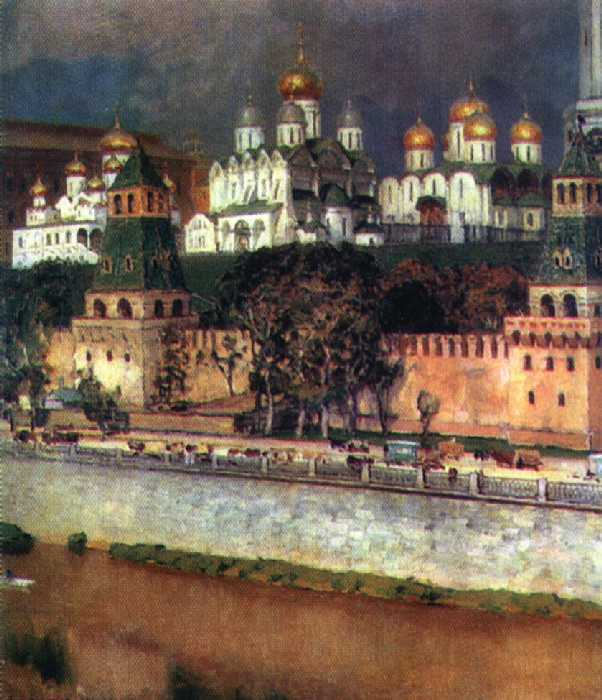
Картина Аполлинария Васнецова «Московский Кремль. Соборы», 1894 год

В начале XVIII века по приказу Петра I провели подробную опись крепостных укреплений. Башни Кремля были обмерены и подробно описаны с указанием высоты, длины и ширины. Опись сообщала, что у Второй Безымянной башни некогда были прорезаны проездные ворота, к тому времени уже заделанные тёсом и закрытые железной решёткой.
В разгар Северной войны, опасаясь нападения шведских войск на Москву, император приказал укрепить и подготовить кремлёвские башни к обороне. Упор был сделан на бастионную систему защиты, и в 1707—1709 годах с южной стороны возвели двойной земляной вал для охраны подступов к москворецким башням. В письме царевича Алексея Петру I говорилось: «По Москва-реке, между Тайницких и Москворецких ворот, оставливают бревнами и насыпают землею и делают бруствер». Кроме того, на башнях были установлены пушки и заново пробиты бойницы. После победы в Полтавской битве башни стали украшаться во время проведения торжественных мероприятий.
В 1713 году столицу перенесли в Санкт-Петербург, а угроза нападения войск Карла XII на Москву миновала. Кремлёвские крепостные сооружения перестали играть важную роль и постепенно были заброшены. Кирпичная кладка стен и башен южной кремлёвской стены разрушалась из-за близости воды, земляные валы превратились в оплывшие холмы, в оборонительных рвах скапливался мусор. Деревянные перекрытия и детали укреплений сгорели во время пожара 1737 года. В 1760-м архитектор К. И. Бланк предложил «исправить повреждения тем же манером», однако проект не осуществился.
В 1771 году для строительства Большого Кремлёвского дворца по проекту архитектора Василия Баженова были разрушены Первая Безымянная и Тайницкая башни, а также часть построек южной стены. Существует мнение, что Вторую Безымянную башню разобрали вместе с другими историческими памятниками Кремля. Однако эта версия не подтверждается письменными источниками. Так, на чертежах и планах, выполненных в 1867 году чертежником Н. И. Антоновым и архитектором Петром Герасимовым, было указано, что эта башня возведена в конце XV века высотой 14 1/3 саженей.

### Изменения в XIX веке

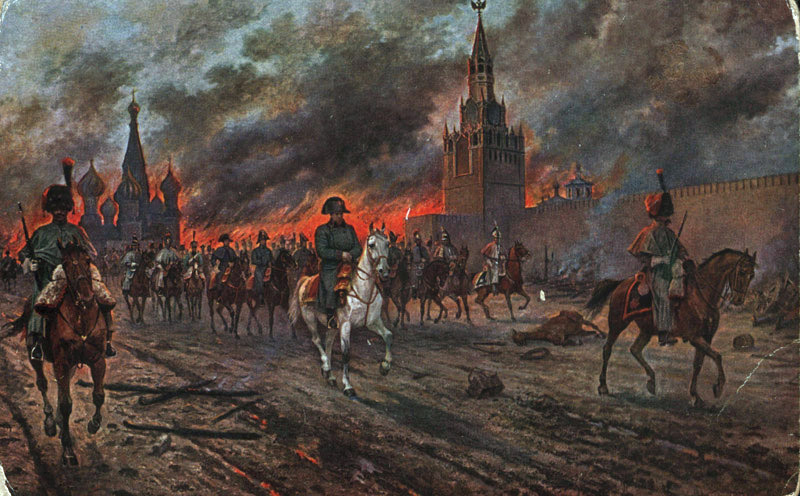
Наполеон покидает горящую Москву, картина Виктора Мазуровского, XIX век

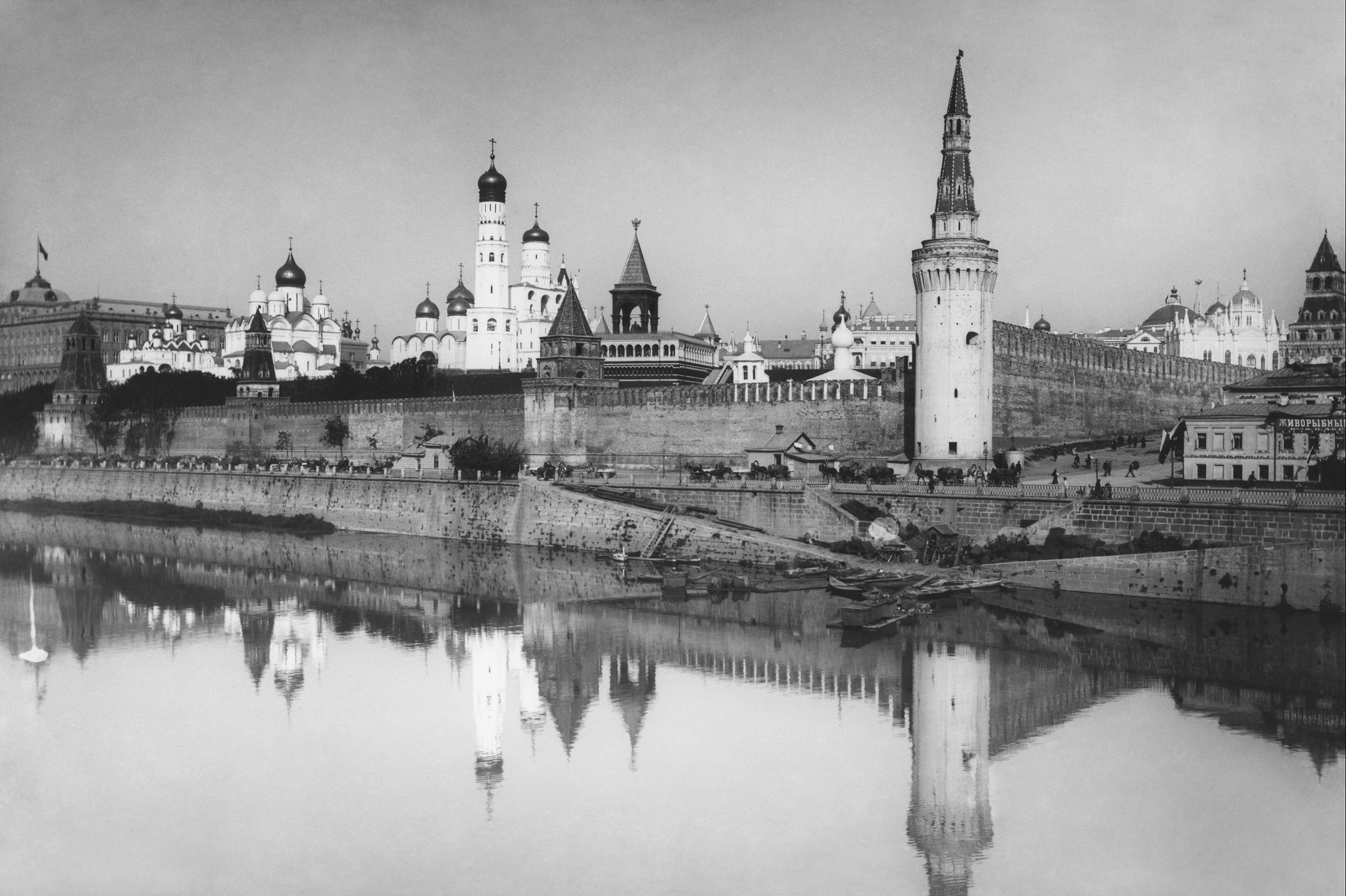
Вид на 2-ю Безымянную башню с реки, 1898 год

В начале XIX века Московский Кремль перешёл под контроль главного начальника Дворцового ведомства Петра Валуева. По его свидетельству, кремлёвские постройки в то время находились в ветхом, запущенном состоянии и внутри стен «была нечистота великая». При Валуеве были полностью срыты Петровские бастионы, а в 1802 году началась масштабная реконструкция обветшавших стен и башен Кремля. В 1805—1807 годах провели реставрацию Второй Безымянной башни: шатёр покрыли новой глазурированной черепицей, обновили флюгер и белокаменные украшения, парапеты строения выложили белокаменными плитами, а пол площадки выстелили свежей лещадью. По утверждению историков, после ремонта башня находилась в хорошем состоянии.
Во время оккупации Москвы французскими войсками в 1812 году многие кремлёвские постройки пострадали. Покидая столицу, Наполеон отдал приказ заминировать Кремль, однако Вторая Безымянная башня уцелела.
Из-за отсутствия средств к восстановлению разрушенных укреплений приступили лишь спустя три года. В 1815 году заведующий Кремлёвской экспедицией князь Николай Юсупов приказал застроить два стенных пролома со стороны Москвы-реки. С 1816 по 1835 год провели масштабный ремонт Московского Кремля и облагородили прилегающие к нему территории, в том числе и около башни. В 1819-м были окончательно снесены Петровские бастионы, а оставшуюся после них землю использовали для набережной высадили два ряда деревьев.
Кирпич и белый камень в цоколе постоянно прел и разрушался из-за близости Москвы-реки. В течение XIX века кремлёвские укрепления несколько раз ремонтировались. В 1860—1861 годах башня была обмерена. В 1866—1867 годах провели последнюю в XIX веке масштабную реконструкцию кремлёвских крепостных укреплений под руководством дворцовых архитекторов Николая Шохина, Фёдора Рихтера, Петра Герасимова и других. В результате проведённой Герасимовым реставрации был переложен белокаменный цоколь башни, отремонтированы архитектурные детали двух этажей башни. В ходе ремонтных работ не было проведено достаточных архитектурных обмеров и археологических исследований. В 1895 году архитектор В. П. Загорский вновь провёл ремонт стен и карнизов Второй Безымянной башни.

### XX век и современность
Во время революционных событий в Москве в октябре—ноябре 1917 года кремлёвские укрепления пострадали. Большевики обстреливали стены и башни вдоль набережной Москвы-реки, в результате чего снаряд пробил один из углов Второй Безымянной башни и ударил в верхний каменный шатёр сооружения. Реставрация разрушенных построек Кремля велась в 1919—1921 годах под руководством архитекторов Ильи Бондаренко, Ивана Рыльского и Александра Латкова. Ремонт Второй Безымянной башни проводился ещё в 1931—1935 годах.
Во время московских сражений 1942 года немецкая авиация сбросила 50-килограммовую фугасную бомбу в Тайницкий сад, расположенный напротив Второй Безымянной башни, и попала в машину с боеприпасами. При бомбардировке было уничтожено 39 снарядов, 171 винтовочный патрон и два грузовика, однако башня при артобстреле не пострадала.
В 1973—1981 годах была вновь проведена масштабная реконструкция Московского Кремля по проекту архитекторов А. В. Воробьева и А. И. Хамцова. У башни был обновлён белокаменный декор, ветхие декоративные детали заменены копиями. С декабря 1990 года Кремля Вторая Безымянная башня вместе с другими объектами Московского Кремля входит в список культурного наследия ЮНЕСКО.
В августе 2017 года комендант Московского Кремля Сергей Хлебников сообщил о ещё одной готовящейся реставрации кремлёвских сооружений — крепостные стены и башни должны привести в порядок к 2020-му. Особое внимание планируется уделить ремонту водостоков, гидроизоляции и облицовке стен.

## Особенности архитектуры

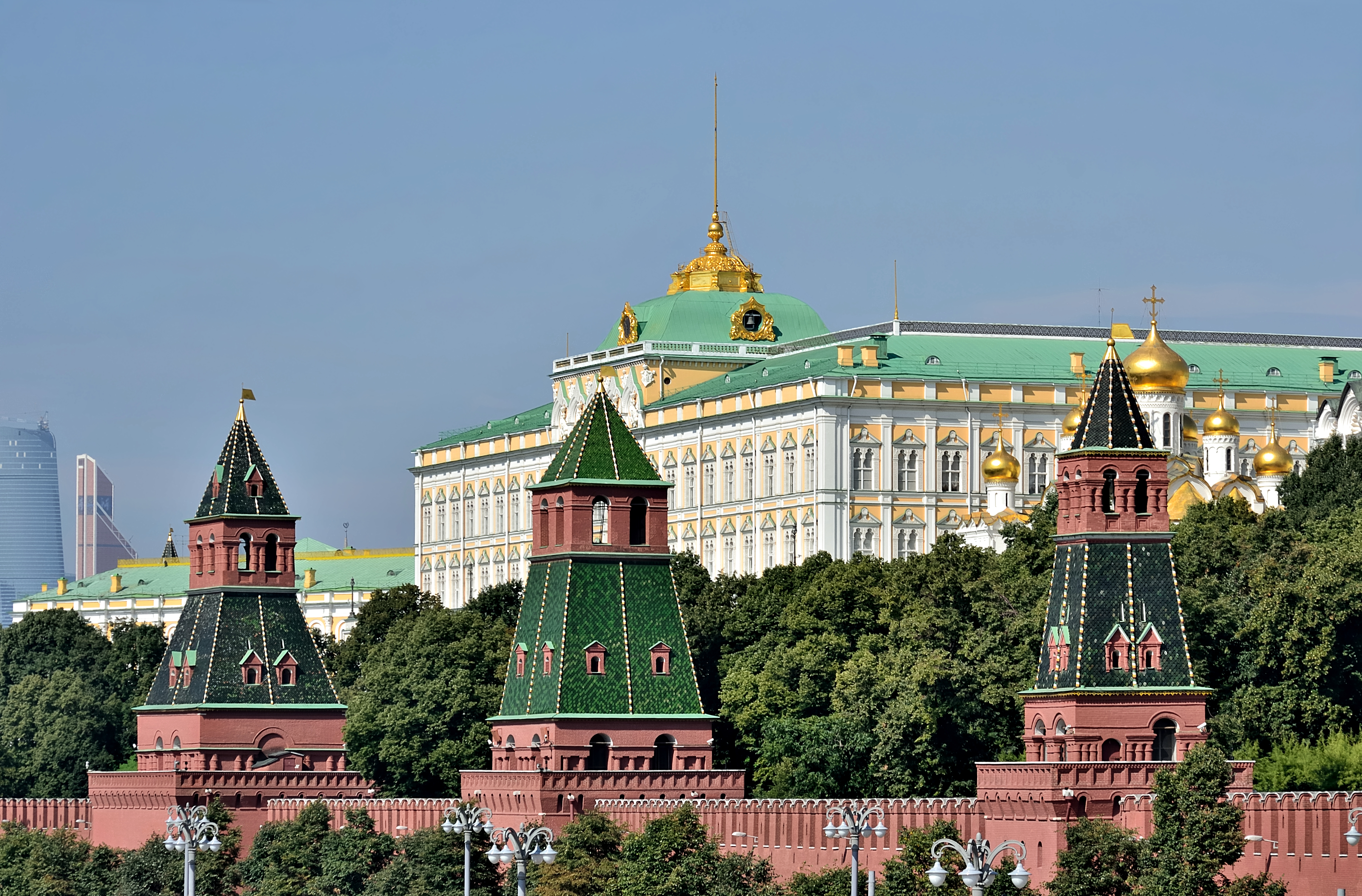
Первая Безымянная башня (посередине) между Тайницкой (слева) и Второй Безымянной (справа) башнями, 2012 год

Вторая Безымянная башня является глухой и имеет четыре этажа. Основанием башни служит четырёхгранник, а навершие имеет форму четырёхгранной пирамиды. Нижняя часть украшена кирпичными колонками. Шатёр башни покрыт зелёной черепицей.
Внутреннее пространство башни образовано двумя ярусами помещений. Нижний ярус характеризуется цилиндрическим сводом, а верхний имеет свод сомкнутый с распалубками. Верхний четверик раскрыт внутрь шатра, то есть между четвериком и шатром нет внутреннего перекрытия и одна конструкция переходит в другую. Завершением башни служит восьмигранный шатёр с флюгером. Окно второго этажа башни выполнено в форме колена, аналогичное прорублено только в Благовещенской башне. Свод этого этажа был пробит, а из него выходит железная труба от кузницы, некогда располагавшейся на нижнем этаже. По сообщениям Ивана Кондратьева, в конце XIX века башня уже не выполняла оборонительных функций и служила украшением Кремля.
Историка Сергей Бартенев так говорил о башне: «[с]оразмерность её частей и архитектурной обработки придают ей вид приветливости, спокойствия. Стройностью своего верха она приближается к Оружейной башне».

## В культуре
- Как и Первая Безымянная башня, Вторая присутствует на картине Константина Юона «Старая Москва»[65].
- Башня изображена на картине Аполлинария Васнецова «Московский Кремль. Соборы», 1894 год[66].